# غابات العراق
غابات العراق تعتبر الغابات في العراق جزءًا من التنوع الجغرافي والتضاريسي. تُشكل الغابات ما مساحته 8220 كيلومترًا مُربعًا من مساحة البلاد، وهي إمّا موجودة في أقصى الشمال على السلاسل الجبلية، أو حول مجرى النهرين الكبيرين (دجلة والفرات).

## نبذة
عانت الغابات في العراق قصورًا واضحًا في مجال إشباع حاجة السكان لمنتجاتها الرئيسية المتمثلة بالأخشاب ومنتجاتها الثانوية المتمثلة بالأغصان والأوراق والنباتات الطبيعية والحيوانات البرية ونواتجها الأخرى، مما يتطلب التفكير بمحاولة إيجاد سبل جديدة لحل هذه المشكلة الاقتصادية المرتبطة بعنصريها الحاجة للأخشاب والأموال المخصصة لتطويرها عمومًا. لقد دمرت مساحات كبيرة من الغابات وحرقت وقطعت من قبل السكان وكذلك المشاكل السياسية ومساهمات الرعاة في القطع الغير منظم مما أدت إلى فقدان الأشجار القائمة الطبيعية والاصطناعية في مواقع تشجيرها مما أثر على الإنتاج.

## الأهمية
تشكل الغابات مصدرًا سياحيًا واقتصاديًا مهمًا للعراق فغالبيتها تنتج محاصيل زراعية بكميات كبرى سنويًا رغم التحديات التي تواجهها.

## غابات عراقية
- غابات الموصل
- غابات كنعان
- غابات رانية
- غابات الشحيمية
- غابات الرمان
- غابات النوري
- غابات تكريت
- غابات شناغه
- غابات الفاضلية
- غابات النخيل
- غابات علي الغربي
- غابات الأثل
- بساتين بلد
- بساتين التاجيات
- بساتين باغلار
- غابات تلعفر
- غابات قره داغ
- غابات سركلي
- غابات عقرة
- غابات مندلي
- غابات شناغة
- غابات بشكال
- محمية كصيبة